# 2014感動香港
2014感動香港（英語：Hong Kong Loving Hearts 2014）是亞洲電視於連續第五年舉辦並播出的《感動香港》年度人物評選節目。該節目與大眾共同尋找發生於身邊努力守望相助、包容博愛、幫助他人、帶出香港精神的好人好事，建造了社會良心以和發揚社會上值得尊敬的人及其感動的故事。2014年適逢是創辦的第五屆，名為「感動年」。
節目由中國人壽保險（海外）股份有限公司冠名贊助，稱為《中國人壽（海外）呈獻：ATV 2014感動香港人物推選》。
下一年感動香港的資訊，請參見2015感動香港。

## 2014感動香港大使
- 劉美娟
- 張崇基、張崇德
- Robynn & Kendy

## 評選委員會

### 評委代表[2]
| - 王桂壎，JP - 李美娜 - 李茜博士 - 杜永政 - 周伯展醫生，JP - 周樹德 - 林東 | - 邱榮光博士，JP - 紀文鳳 - 胡炳泉 - 張偉民 - 梁子微 - 梁安琪 - 梁美芬博士，JP | - 郭九 - 陳英傑 - 黃定光，SBS，JP - 鍾惠玲博士 - 藍鴻震博士，GBS，ISO，JP - 魏秋樺 - 龔中心 |

## 2014感動香港人物推選
|  | 十大感動人物得主 |

| 編號 | 主題           | 感動人物               | 人物描述                     |
| 1    | 餸‧暖          | 陳灼明                 | 愛心飯店店主                 |
| 2    | 讓愛築起一個家 | 林其標、林其東         | 幫助殘疾人士的香港商人       |
| 3    | 善‧影          | 張鍾麗裳               | 影視慈善家                   |
| 4    | 感動「蜜」語   | 汪寶連                 | 以蛋糕行善                   |
| 5    | 教育「幼」心人 | 林仲偉神父             | 香港仔工業學校校監及舍監     |
| 6    | 鶼鰈情深善路行 | 鍾如雲、江蓮心         | 義工夫婦                     |
| 7    | 義 行          | 陳錦元                 | 生命勇士                     |
| 8    | 愛在琉璃中     | 鄧嘉玲                 | 玻璃骨生命勇士               |
| 9    | 「贐」心盡意   | 吳家敏                 | 贐明會義工                   |
| 10   | 守望相助       | 蘇志強                 | 沙士康復者                   |
| 11   | 心靈依靠       | 湯國鈞博士             | 臨床心理學家                 |
| 12   | 傳「粵」愛     | 陳惠芳                 | 愛心傳送主席                 |
| 13   | 堅強小巨人     | 林依玲                 | 腦癌勇士                     |
| 14   | 跨越障礙       | 羅啟康校長             | 靈實恩光學校校長             |
| 15   | 小善大為       | 雲玉結                 | 服務番禺的香港義工           |
| 16   | 「灸」急扶危   | 熊諾恩醫師、梁慧儀醫師 | 80後中醫師                   |
| 17   | 數學先驅       | 陳繁昌教授             | 著名數學家、香港科技大學校長 |
| 18   | 一片心 兩地情  | 黃茵茵                 | 兩地一心創辦人               |
| 19   | 同心「童行」   | 鄭偉才醫生             | 兒童癌症中心醫生             |
| 20   | 「耆」妙的愛   | 李金燕                 | 荔景村義工                   |
| 21   | 「儀」不容辭   | 李詠儀                 | 退休警察                     |
| 22   | 更生天使       | 葉韻怡                 | 電台節目主持                 |
| 23   | 「心明」大義   | 莊陳有                 | 失明人士                     |
| 24   | 溫暖魔法       | 溫思聰                 | 香港愛心魔法團創辦人         |
| 25   | 「萎」身的愛   | 劉偉明                 | 香港肌健協會創會主席         |

## 公眾投票
亞洲電視推出公眾投票，令市民可以一起推選10位年度感動香港人物，市民可登入亞視網站或到亞洲電視總台和各大商場索取投票表格。

## 『感動一刻』攝影比賽及演講會
亞洲電視為了讓市民一起感受這份觸動，舉辦「感動一刻」攝影比賽，透過相片，細數平凡生活中，不平凡的感動故事。
上屆活動邀請著名攝影大師水禾田先生作為總評選委員及顧問。除了香港參加者外，大會更收到來自台灣、澳洲、馬來西亞等地的參賽作品，用攝影來分享世界每個地方的感動。今年更推出由水禾田先生主持的「感動一刻」節目，分享拍攝相片的竅門、技巧。
在2014年10月的舉行演講會，各入圍候選單位向觀眾分享他們竭力幫助他人、包容博愛、發揮香港精神的種種事跡，讓社會大眾感受他們的感動故事。同時也舉行『感動一刻』攝影比賽頒獎禮，頒發公開組及學生組冠亞季軍。

## 外部連結
- 《ATV 2014 感動香港人物推選》官方網頁